# Sergio León Limones
Sergio León Limones (Palma del Río, Còrdova, 6 de gener de 1989) és un futbolista professional andalús que juga com a davanter.
Format al Reial Betis, on era suplent, va trobar la regularitat al Reus Deportiu, des d'on va passar a l'Elx CF el 2013.

## Carrera futbolística

### Betis / Reus
León va fitxar pel planter del Reial Betis a 15 anys, i va debutar amb el primer equip el 27 de març de 2010, jugant 26 minuts com a substitut de Juanma en una derrota per 0–1 contra el Girona FC a l'estadi Manuel Ruiz de Lopera. Seria la seva única aparició en la temporada, en què els bètics no varen aconseguir l'objectiu d'ascendir a primera divisió.
El gener de 2011, durant el mercat d'hivern, i després de no haver jugat massa amb el Real Betis B durant una temporada i mitja, León va deixar el Betis i signà contracte amb el CF Reus Deportiu de la tercera divisió. Va marcar cinc gols en 14 partits fins al final de la temporada 2010–11, ajudant així el Reus a ascendir a la segona B després de cinc anys d'absència.
León va marcar 18 gols durant la temporada 2012–13 a Segona B, inclòs un hat-trick el 17 de febrer de 2013 en una victòria per 3–2 a casa contra l'Ontinyent CF.

### Elx
L'estiu de 2013, León va fitxar per l'Elx CF amb un contracte per quatre anys, essent assignat a l'Elx Club de Futbol Il·licità i posteriorment cedit al Reial Múrcia CF. Després que jugués només tres partits amb el Múrcia, fou reclamat per l'Elx, on va continuar jugant i marcant regularment amb l'equip B.
El 12 de juliol de 2014, León fou cedit novament, aquest cop a la UE Llagostera, per la temporada 2014-15. En el seu segon partit, va marcar el seu primer gol com a professional per obrir el marcador en una victòria per 2–0 contra el CD Leganés a casa, en el qual fou la primera victòria de l'equip en categoria professional; i finalment acabà com a màxim golejador del Llabostera, que fou novè a la competició.
León va tornar a continuació a l'Elx, i fou promocionat al primer equip, el qual havia descendit de primera per raons financeres. Va debutar amb els valencians el 23 d'agost de 2015 tot jugant els 90 minuts en el partit inaugural de la temporada amb una derrota per 0–2 contra la SD Ponferradina, i una setmana després va marcar el seu primer gol, que permeté guanyar per 2–1 el partit contra el Bilbao Athletic a l'Estadi Manuel Martínez Valero; fou jugador del mes de setembre de 2015, en fer tres gols i una assistència, i finalment guanyaria el Pitxitxi com a màxim golegador, quan va marcar el seu 22è gol, de penal, al darrer partit contra l'AD Alcorcón cosa que li va permetre de superar Florin Andone, del Córdoba CF.

### Osasuna
El 24 d'agost de 2016, León va signar un contracte de quatre anys amb el CA Osasuna. Va debutar a la màxima categoria tres dies després, substituint Oriol Riera en una derrota per 0–2 a casa contra la Reial Societat, i va marcar el seu primer gol en la categoria el 22 de setembre, el de l'empat en un partit que acabaria en derrota per 2–1 contra el RCD Espanyol a l'Estadi El Sadar.
El 17 d'octubre de 2016, León va marcar un doblet en una victòria per 3–2 a fora contra la SD Eibar. Va repetir el següent 9 d'abril, en una victòria a casa per 2–1 contra el CD Leganés; i va acabar la temporada com a màxim golejador de l'equip, amb deu gols, però l'equip va descendir.

### Retorn al Betis
L'1 de juny de 2017, León va retornar al Betis després de signar-hi un contracte per quatre anys, a canvi d'un traspàs de 3.5 milions d'euros. Va ser el màxim golejador de l'equip amb 11 gols, i es van classificar per la Lliga Europa de la UEFA en la seva primera temporada, però va jugar menys la temporada següent, després de la promoció de Loren al primer equip.

### Llevant UE
El 12 de juny de 2019, León va signar contracte per tres anys amb el Llevant UE de primera divisió.

### Valladolid
El 31 d'agost de 2021, León va signar contracte per tres anys amb el Reial Valladolid de la segona divisió.

## Palmarès

### Individual
- Segona Divisió: Pitxitxi 2015–16[12]
- Jugador del mes de la segona divisió: setembre 2015[11]